# Eleições legislativas de 2015 em Cascais

## Resultados Oficiais
| Partido                 | Partido                        | Votos   | %               | +/-   |
| ----------------------- | ------------------------------ | ------- | --------------- | ----- |
|                         | Portugal à Frente              | 45 213  | 43,70 / 100,00  | 13,82 |
|                         | Partido Socialista             | 29 524  | 28,54 / 100,00  | 6,16  |
|                         | Bloco de Esquerda              | 10 619  | 10,26 / 100,00  | 5,21  |
|                         | Coligação Democrática Unitária | 7 091   | 6,85 / 100,00   | 0,34  |
|                         | Pessoas–Animais–Natureza       | 2 220   | 2,15 / 100,00   | 0,55  |
|                         | LIVRE/Tempo de Avançar         | 1 243   | 1,20 / 100,00   | Novo  |
|                         | Outros                         | 4 144   | 4,00 / 100,00   |       |
| Votos Inválidos         | Votos Inválidos                | 3 400   | 3,28 / 100,00   | 0,29  |
| Total                   | Total                          | 103 454 | 100,00 / 100,00 |       |
| Eleitorado/Participação | Eleitorado/Participação        | 174 361 | 59,33 / 100,00  | 2,11  |
| Fonte                   | Fonte                          | [ 1 ]   | [ 1 ]           | [ 1 ] |

## Resultados por Freguesia
Os resultados seguintes referem-se aos partidos que obtiveram mais de 1,00% dos votos:
| Freguesia            | %     | %     | %     | %    | %    | %    | Votantes |
| Freguesia            | PÀF   | PS    | BE    | CDU  | PAN  | L    | Votantes |
| -------------------- | ----- | ----- | ----- | ---- | ---- | ---- | -------- |
| Alcabideche          | 42,03 | 28,97 | 10,99 | 7,16 | 2,09 | 0,69 | 18 798   |
| Carcavelos e Parede  | 43,63 | 29,39 | 10,22 | 6,06 | 2,08 | 1,79 | 25 006   |
| Cascais e Estoril    | 52,66 | 24,62 | 8,41  | 4,96 | 2,01 | 1,12 | 32 189   |
| São Domingos de Rana | 34,42 | 32,06 | 11,98 | 9,59 | 2,41 | 1,10 | 27 461   |
| Cascais              | 43,70 | 28,54 | 10,26 | 6,85 | 2,15 | 1,20 | 103 454  |

#### Alcabideche
| Partido                 | Partido                        | Votos  | %               | +/-   |
| ----------------------- | ------------------------------ | ------ | --------------- | ----- |
|                         | Portugal à Frente              | 7 900  | 42,03 / 100,00  | 12,11 |
|                         | Partido Socialista             | 5 445  | 28,97 / 100,00  | 4,06  |
|                         | Bloco de Esquerda              | 2 065  | 10,99 / 100,00  | 6,14  |
|                         | Coligação Democrática Unitária | 1 345  | 7,16 / 100,00   | 0,60  |
|                         | Pessoas–Animais–Natureza       | 392    | 2,09 / 100,00   | 0,69  |
|                         | PCTP/MRPP                      | 191    | 1,02 / 100,00   | 0,29  |
|                         | Outros                         | 778    | 4,14 / 100,00   |       |
| Votos Inválidos         | Votos Inválidos                | 682    | 3,63 / 100,00   | 0,08  |
| Total                   | Total                          | 18 798 | 100,00 / 100,00 |       |
| Eleitorado/Participação | Eleitorado/Participação        | 33 438 | 56,22 / 100,00  | 1,67  |

#### Carcavelos e Parede
| Partido                 | Partido                        | Votos  | %               |
| ----------------------- | ------------------------------ | ------ | --------------- |
|                         | Portugal à Frente              | 10 910 | 43,63 / 100,00  |
|                         | Partido Socialista             | 7 349  | 29,39 / 100,00  |
|                         | Bloco de Esquerda              | 2 555  | 10,22 / 100,00  |
|                         | Coligação Democrática Unitária | 1 516  | 6,06 / 100,00   |
|                         | Pessoas–Animais–Natureza       | 519    | 2,08 / 100,00   |
|                         | LIVRE/Tempo de Avançar         | 448    | 1,79 / 100,00   |
|                         | Outros                         | 909    | 3,64 / 100,00   |
| Votos Inválidos         | Votos Inválidos                | 800    | 3,20 / 100,00   |
| Total                   | Total                          | 25 006 | 100,00 / 100,00 |
| Eleitorado/Participação | Eleitorado/Participação        | 38 669 | 64,67 / 100,00  |

#### Cascais e Estoril
| Partido                 | Partido                        | Votos  | %               |
| ----------------------- | ------------------------------ | ------ | --------------- |
|                         | Portugal à Frente              | 16 952 | 52,66 / 100,00  |
|                         | Partido Socialista             | 7 926  | 24,62 / 100,00  |
|                         | Bloco de Esquerda              | 2 708  | 8,41 / 100,00   |
|                         | Coligação Democrática Unitária | 1 596  | 4,96 / 100,00   |
|                         | Pessoas–Animais–Natureza       | 647    | 2,01 / 100,00   |
|                         | LIVRE/Tempo de Avançar         | 362    | 1,12 / 100,00   |
|                         | Outros                         | 1 066  | 3,31 / 100,00   |
| Votos Inválidos         | Votos Inválidos                | 932    | 2,89 / 100,00   |
| Total                   | Total                          | 32 189 | 100,00 / 100,00 |
| Eleitorado/Participação | Eleitorado/Participação        | 55 617 | 57,88 / 100,00  |

#### São Domingos de Rana
| Partido                 | Partido                        | Votos  | %               | +/-   |
| ----------------------- | ------------------------------ | ------ | --------------- | ----- |
|                         | Portugal à Frente              | 9 451  | 34,42 / 100,00  | 12,63 |
|                         | Partido Socialista             | 8 804  | 32,06 / 100,00  | 4,39  |
|                         | Bloco de Esquerda              | 3 291  | 11,98 / 100,00  | 5,91  |
|                         | Coligação Democrática Unitária | 2 634  | 9,59 / 100,00   | 0,37  |
|                         | Pessoas–Animais–Natureza       | 662    | 2,41 / 100,00   | 0,71  |
|                         | LIVRE/Tempo de Avançar         | 303    | 1,10 / 100,00   | Novo  |
|                         | Outros                         | 1 330  | 4,84 / 100,00   |       |
| Votos Inválidos         | Votos Inválidos                | 986    | 3,59 / 100,00   | 0,54  |
| Total                   | Total                          | 27 461 | 100,00 / 100,00 |       |
| Eleitorado/Participação | Eleitorado/Participação        | 46 637 | 58,88 / 100,00  | 2,15  |